# Escala de porte
La escala de porte es una tabla de dos vías, que evita tener que leer en las curvas de atributos de la carena derecha la información para efectuar estos cálculos.
La escala de porte (como la de la imagen), es suministrada por los astilleros a los propietarios para facilitar la siguiente conversión:
- A: dado un estado de carga conocido, determinar en forma rápida el calado medio del buque.
- B: dado un calado medio leído, calcular cuanta carga se encuentra a bordo (deducidos los restantes pesos, como combustible, provisiones, lastre, agua potable, etc.)

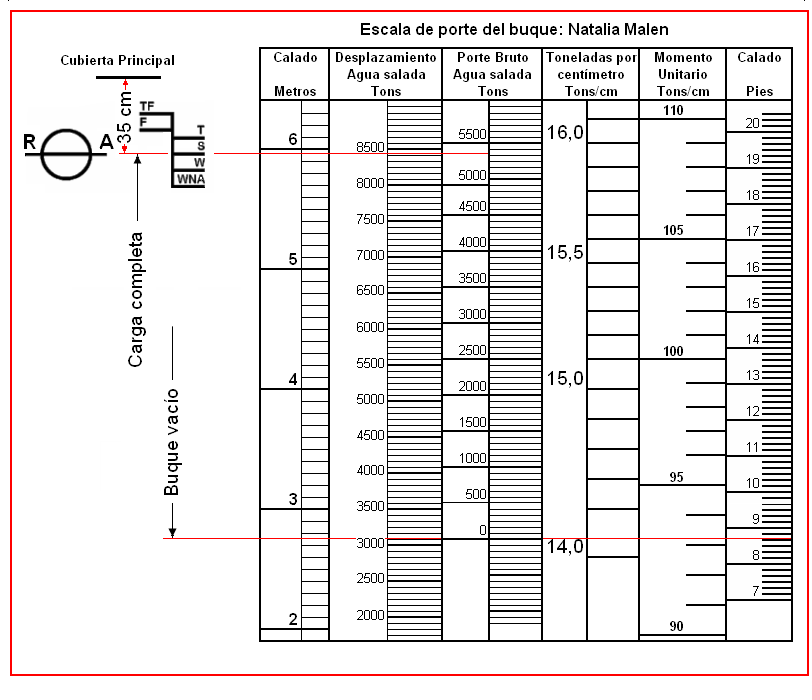

## Nota
La presente escala de porte pertenece a un buque inexistente y por tanto tiene algunas licencias para facilitar el dibujo y mejorar la visualización. No debe tomarse como reflejo exacto de una escala real.